# Sara Gómez Martín
Sara Gómez Martín (Madrid) es una ingeniera española.

## Biografía
Doctora en Ingeniería de Materiales por la Universidad Politécnica de Madrid (UPM), donde trabaja  como profesora e investigadora en la Escuela Técnica Superior de Ingeniería y Diseño Industrial (antes denominada Escuela Universitaria de Ingeniería Técnica Industrial),en el área de mecánica de los medios continuos y teoría de estructuras.
Ha trabajado en distintas compañías privadas e instituciones públicas. Fue gerente de la Real Academia de Ingeniería,de 2000 a 2004 directora de la Escuela Técnica Superior de Ingeniería y Diseño Industrial (Universidad Politécnica de Madrid) (ETSIDI), de la UPM de 2008 a 2012, Vicerrectora de la UPM, de 2012 a 2016. y directora general de Universidades y EEAASS de la Comunidad de Madrid, de 2019 a 2020. Miembro del Comité Científico Asesor de la Fundación Gadea por la Ciencia en el área de conocimiento de ingeniería y Tecnología. Patrona de la Fundación ELLIS (European Laboratory for Learning and Intelligent Systems) en su sede Alicante · Miembro del Jurado del Premio Nacional de Investigación “Leonardo Torres Quevedo” ediciones 2021 Y 2022.
Premio “Mujer y Tecnología Fundación Orange”. El galardón premia a mujeres que destacan por su labor en los ámbitos de la tecnología y la innovación social. “Reconocimiento 8 de marzo 2019, en ciencia e investigación” de la Comunidad de Madrid. Estos reconocimientos anuales distinguen a personas e instituciones que, desde sus distintos ámbitos de responsabilidad, contribuyen a alcanzar la igualdad real de oportunidades entre hombres y mujeres. En la edición de 2008 de Who’s Who in the World, fue publicada mi biografía, en el área de ingeniería. Marquis Who's Who ha sido el estándar de oro de la biografía mundial desde 1970 .Mención al mejor trabajo de investigación del CESIC 2004, Área de Ingeniería. Primer premio al mérito docente de la ETSIDI (UPM). Concedido al profesor/a más votado, por sufragio universal entre los estudiantes a los que imparte docencia.  Premio ClosinGap en la categoría “Trayectoria profesional vinculada a la innovación en la igualdad de oportunidades” 2024
Desde julio de 2016 es consejera de la Real Academia de Ingeniería y directora del proyecto Mujer e Ingeniería.
Actualmente dirige el Grupo de Investigación Diseño y Tecnología Industrial.